# Rörmyrtjärnen (Piteå socken, Norrbotten)
Rörmyrtjärnen är en sjö i Piteå kommun i Norrbotten och ingår i Byskeälvens huvudavrinningsområde.